# Inokom
Inokom – malezyjski producent samochodów osobowych z siedzibą w Kulim, w stanie Kedah. Przedsiębiorstwo założone zostało w 1992 roku i zajmuje się głównie produkcją samochodów Hyundai Motor Company na licencji.